# Cloezia
Genre
Classification phylogénétique
Cloezia est un genre de plantes à fleurs de la famille des Myrtacées. Il comprend des petits arbres et des arbustes endémiques en Nouvelle-Calédonie.
Il comprend 6 espèces :
- Cloezia aquarum (Guillaumin) J. Wyndam Dawson
- Cloezia artensis (Montrouz.) P.S. Green
  - var. artensis
  - var. basilaris
  - var. riparia
- Cloezia buxifolia Brongn. & Gris
- Cloezia deplanchei Brongn. & Gris
- Cloezia floribunda Brongn. & Gris
- Cloezia glaberrima (Guillaumin) J. Wyndam Dawson

Ces arbustes poussent dans le maquis minier, à une altitude comprise entre 50 et 900 m, selon l'espèce.